# Shūsei Nomoto
Shūsei Nomoto (japanisch 野本 周成 Nomoto Shūsei; * 25. Oktober 1995) ist ein japanischer Leichtathlet, der sich auf den Hürdensprint spezialisiert hat.

## Sportliche Laufbahn
Shūsei Nomoto bestritt im Jahr 2012 seine ersten Wettkämpfe im Hürdensprint. 2016 erreichte er zum ersten Mal das Finale im 110-Meter-Hürdenlauf bei den japanischen Universitätsmeisterschaften. 2017 blieb er erstmals unterhalb von 14 Sekunden und konnte schließlich mit 13,59 s eine neue Bestzeit aufstellen. Im Juni trat er zum ersten Mal bei den japanischen Meisterschaften an, schied allerdings im Halbfinale aus. Ende August trat der Student der Waseda-Universität bei der Universiade in Taipeh an, seinem ersten Wettkampf außerhalb Japans überhaupt. Dort konnte er das Finale erreichen und belegte in 13,71 s den fünften Platz. In den folgenden Jahren konnte er seine Leistungen nicht steigern, erst 2020 lief er mit 13,45 s eine neue Bestzeit. Im selben Jahr belegte er bei den japanischen Meisterschaften den vierten Platz, genauso 2021, wo er mit 13,38 s wiederum eine neue Bestzeit lief. 2022 wurde Nomoto japanischer Hallenmeister im 60-Meter-Hürdenlauf. Er qualifizierte sich zudem für die Hallenweltmeisterschaften in Belgrad, bei denen er im März an den Start ging. Sie stellten seinen ersten Wettkampf außerhalb von Asien überhaupt dar. Zunächst erreichte er das Halbfinale. Darin lief er mit 7,57 s eine neue Bestzeit und belegte in seinem Lauf den dritten Platz. Da er exakt dieselbe Zeit wie der Brite David King lief, musste ein Los entscheiden. King wurde ins Finale gelost, Nomoto belegte insgesamt den neunten Platz. 2023 lief Nomoto Ende Juli in 13,20 s eine neue Bestzeit und erfüllte damit die Qualifikationsnorm für die Weltmeisterschaften im August in Budapest, wurde letztendlich aber nicht berücksichtigt.

## Wichtige Wettbewerbe
| Jahr              | Veranstaltung             | Ort               | Platz             | Disziplin         | Zeit              |
| Startet für Japan | Startet für Japan         | Startet für Japan | Startet für Japan | Startet für Japan | Startet für Japan |
| ----------------- | ------------------------- | ----------------- | ----------------- | ----------------- | ----------------- |
| 2017              | Universiade               | Taipeh            | 5.                | 110 m Hürden      | 13,71 s           |
| 2022              | Hallenweltmeisterschaften | Belgrad           | 9.                | 60 m Hürden       | 7,57 s            |

## Persönliche Bestleistungen
Freiluft
- 110 m Hürden: 13,20 s, 29. Juli 2023, Fukui

Halle
- 60 m Hürden: 7,57 s, 20. März 2022, Belgrad